# Warman
Warman és una ciutat de Saskatchewan (Canadà) a una vintena de kilòmetres al nord de la ciutat de Saskatoon, i cinc al nord-est de la ciutat de Martensville.
Warman és la ciutat més recent de Saskatchewan, oficialment incorporada el 27 d'octubre de 2012. Warman està envoltada pel municipi rural de Corman Park Núm. 344.

## Història

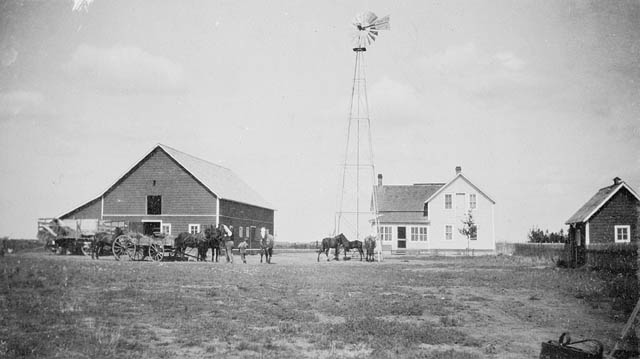
Granja d'A. Buhler vora Warman, ca. 1910

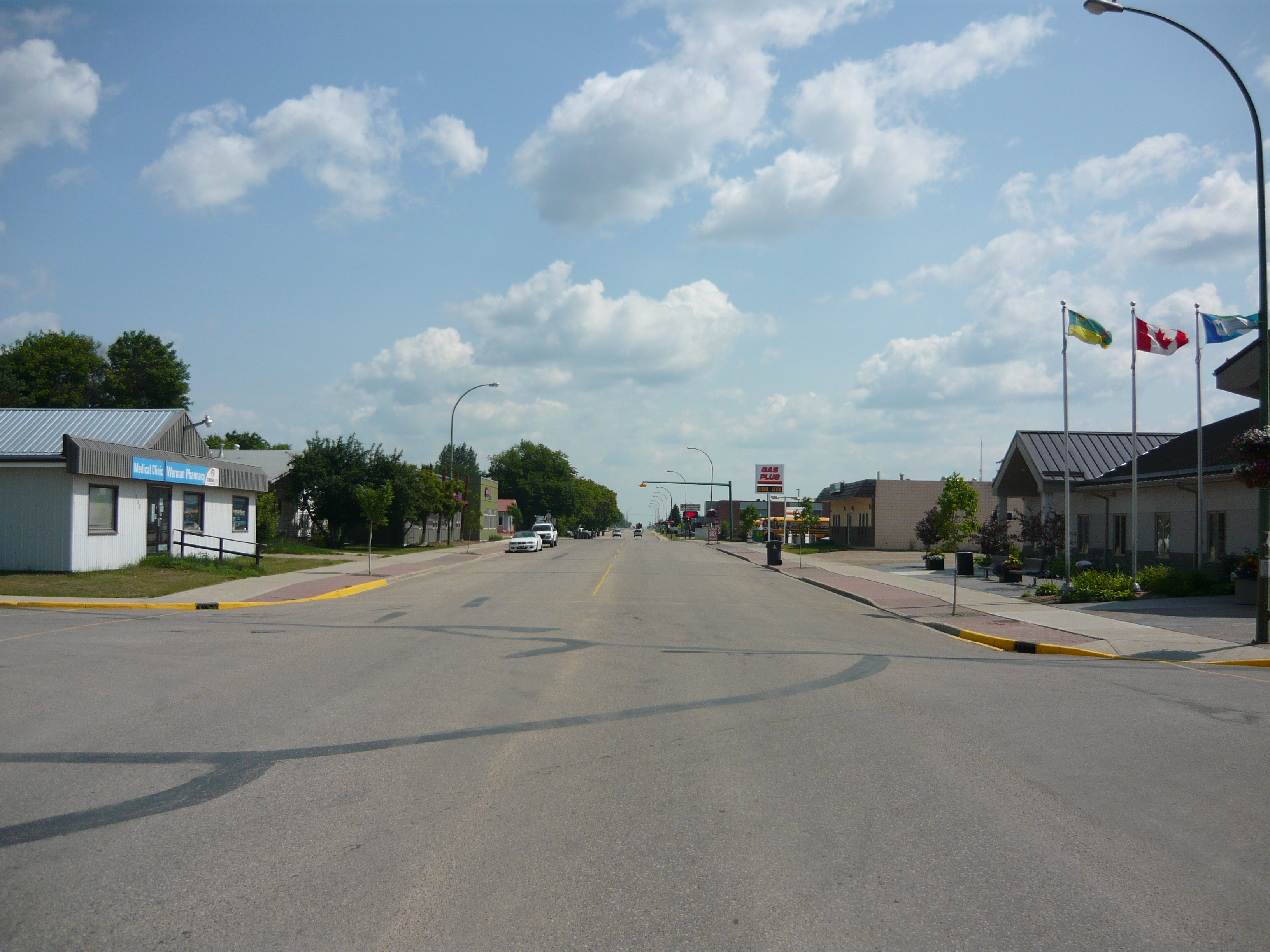
Central Street al districte comercial

La comunitat de Warman va néixer quan la Canadian Northern Railway (ara part de la Canadian National Railway) que anava des de Humboldt a North Battleford interseccionà amb el Canadian Pacific Railway que anava de Regina a Prince Albert. Això va tenir lloc la tardor de 1904. L'estació de ferrocarril de Warman va estar en actiu de 1907 fins a 1942 quan fou traslladada a la seva localització actual; l'edifici ara serveix com a centre d'acollida.
En 1910 un incendi va destruir gran part de la ciutat, incloent la majoria de Main St (que contenia gran part dels negocis de Warman) i la casa de la piscina, i va reduir la població de Warman. Per aquesta raó Main St a Warman és un petit carrer amb cases (anys després de l'incendi, només es van construir cases a Main St.).
El nom original de la ciutat va ser Diamond, perquè l'encreuament de les dues línies de ferrocarril va crear una forma de diamant. Aviat el nom del lloc de la ciutat va ser canviat a Warman, el nom de Cy Warman (1855-1914), un periodista que va seguir i va registrar la construcció del Canadian Northern Railway. El 1905 hi va haver una gran afluència de colons de manera que en 1906 Warman va ser organitzat com a poble. Pel 1927 la població s'havia reduït a 148 persones de manera que el consell municipal va decidir desorganitzar i tornar a l'estatut de llogaret. En els propers 35 anys els assumptes del llogaret van ser manejats pel municipi rural de Warman, que tenia la seva oficina a Warman.
A principis de la dècada de 1950 Warman va començar a créixer de nou. Per 1961, la població de Warman havia arribat a 659, pel que es va decidir l'any 1962 incorporar-se de nou com a vila. Va ser incorporada com a poble quatre anys després. Pel 2011, la ciutat va créixer a una població de 7.084 habitants. L'Ajuntament va sol·licitar la condició de ciutat el 2012 i va ser aprovada pel govern provincial l'estiu d'aquest any. Warman es va convertir oficialment en ciutat el 27 d'octubre de 2012.

L'antic jugador d'hoquei de la NHL Ed Dyck és de Warman. 